# Rubus melanoxylon
Rubus melanoxylon är en rosväxtart som beskrevs av P. J. Müll., Wirtgen och Léon Gaston Genevier. Rubus melanoxylon ingår i släktet rubusar, och familjen rosväxter. Inga underarter finns listade i Catalogue of Life.